# بنجامين بيتس الرابع
بنجامين بيتس الرابع (بالإنجليزية: Benjamin E. Bates)‏ هو خبير مالي أمريكي، ولد في 8 يوليو 1808 في مانسفيلد في الولايات المتحدة، وتوفي في 14 يناير 1878 في بوسطن في الولايات المتحدة.